# هیستوریا د اکسپدیتیونه فریدریچی ایمپراتوریس
هیستوریا د اکسپدیتیونه فریدریچی ایمپراتوریس (انگلیسی: History of the Expedition of the Emperor Frederick)، اثری تاریخی به زبان لاتین و از نویسنده‌ای گمنام و معلوم‌الحال است که به کارزار صلیبی امپراتور مقدس روم، فریدریش یکم ملقب به بارباروسا (Frederick Barbarossa) پرداخته و حوادث میان سال‌های ۱۱۸۷ تا ۱۱۹۶ را پوشش داده اما تمرکز این اثر بر زمان حرکت امپراتور به شرق از رِگِنسبورگ در سال ۱۱۸۹ تا زمان مرگ امپراتور در ژوئن ۱۱۹۰ در آناتولی است. این اثر در واقع مشتمل بر گزارش از شاهدان عینی این کارزار و متون و نامه‌های دیگری است که به شیوه‌های گوناگون به اروپا و دربار امپراتوری مقدس رسیده است.